# Ritacuba Blanco
El Ritacuba Blanco, Ritak'uwa en lengua u´w ajca (Lengua tunebo) es el pico más alto de la Cordillera Oriental de Colombia. Es una de las cimas más altas del país después de los picos gemelos de la Sierra Nevada de Santa Marta. La montaña se localiza en la Sierra Nevada del Cocuy, específicamente en jurisdicción del municipio de Güicán, Boyacá, siendo así la cima más alta de dicho departamento. Su altura oficial es de 5410 m s. n. m., aunque esta altura extraoficialmente se cree más alta, por diferentes mediciones. La primera estimación en altura fue dada por Erwin Kraus, escalador colombiano que en ese entonces tenía 40 años, da una cifra de aproximadamente 5492 m s. n. m. A causa del calentamiento global, el glaciar de su cima se está derritiendo a un ritmo elevado. En 1950, el glaciar del Ritacuba Blanco, se extendía por debajo de los 4100 m s. n. m.; en enero de 2007 el punto más bajo fue de 4750 m s. n. m. Al ritmo actual, se espera que el glaciar desaparezca antes del 2055.
En 2022, la cobertura glaciar fue de solo 12,8 km², la cifra más baja registrada por el IDEAM Asimismo, guías locales reportan que los muros de hielo, que antes median unos seis metros de altura, ahora solo alcanzan uno. Se calcula que el glaciar pierde alrededor de 25 metros lineales por año, lo que pone en riesgo su desaparición total antes de 2055 si continúa la tendencia actual. Entre 2009 y 2010, el fenómeno de El Niño provocó pérdidas significativas de masa glaciar; en contraste, durante 2010–2012 hubo cierta recuperación vinculada a La Niña y mayores precipitación sólida, lo que estabilizó parcialmente el glaciar. Sin embargo, desde mediados de 2023, el balance de masa del Ritacuba Blanco se tornó claramente negativo nuevamente, coincidiendo con condiciones cálidas extremas y poca precipitación. Este retroceso impacta directamente la disponibilidad hídrica para las comunidades locales y amenaza ecosistemas sensibles como los páramos de alta montaña.

## Clima
Según el estudio realizado por Cárdenas Támara, F., Cleef, A. M., Cortés Lombana, A., & Reyes Zamora, P. (1996), se pudo identificar que en el sector del sendero turístico para ir al Ritacuba Blanco las lluvias son de orden Bimolar, esto debido al movimiento de la Zona de Confluencia Intertropical (ZCIT); sus periodos húmedos son de Abril-Mayo y Septiembre-Octubre, debido a la presencia de la ZCIT sobre la región, mientras sus periodos secos son de Diciembre-Marzo y Junio-Julio se generan por la posición meridional y septentrional de la ZCIT .  

## Geología
La formación del Ritacuba Blanco se encuentra directamente conectada al levantamiento andino, todo como producto de la subducción de la placa de Nazca bajo la placa Sudamericana, un proceso que se encuentra activo desde el Cenozoico. Las rocas que son más predominantes en la sierra del Cocuy como: Rocas metamórficas como gneises y esquistos del Paleozoico, Rocas sedimentarias del Mesozoico, como calizas y lutitas, Intrusiones ígneas terciarias que afloran en varias de las cumbres que lo conforman.
La región se encuentra principalmente atravesada por un sistema de múltiples fallas inversas y cabalgamientos, como la Falla de Cocuy, que contribuyeron de gran manera al ascenso de estos bloques montañosos. El plegamiento andino ha reconfigurado gran parte del relieve, creando estructuras anticlinales que explican las altitudes que se tornan extremas.
La erosión glaciar a lo largo del tiempo ha expuesto la roca madre, dejando circos y valles colgados que reflejan el pasado glaciar del Cuaternario. Las rocas visibles en zonas altas muestran signos de meteorización física por constantes procesos de congelación y deshielo.

## Glaciar
El Glaciar del Ritacuba pertenece al conjunto de Glaciares de la Sierra Nevada del Cocuy, estos glaciares son el 35% del área total de Glaciares de Colombia, su extensión es de 16km² de los cuales 3,3km² corresponden a los dos Glaciares que componen el Ritacuba, conocidos como Ritacuba Blanco y Ritacuba Negro ubicados en la vertiente Noroccidental de la Sierra, su borde de hielo se encuentra a los 4800 m.s.n.m donde se tiene un espesor promedio de 38 metros y su límite de altitud es de 5380 m.s.n.m., siendo la principal altura de la Sierra Nevada de El Cocuy según el Instituto Geográfico Agustín Codazzi (1996)

Ritacuba Blanco, masa Glaciar - Ubicación

La cima es accesible desde los municipios de El Cocuy y Güicán. El camino de subida es relativamente fácil, pero las condiciones del terreno no son las mejores por lo que se recomienda ir durante un día con clima favorable. El recorrido a gran altura se realiza sobre un glaciar y hay posibilidad de toparse con grandes cornisas de nieve cerca de la cima. Conflictos con comunidades campesinas locales y con los indígenas u'wa han dificultado el acceso de turistas a la cima en años recientes.
Aunque la ruta de ascenso al Ritacuba Blanco es considerada técnicamente sencilla desde los municipios de El Cocuy o Güicán, el acceso está fuertemente regulado y limitado. Desde 2013, la comunidad indígena u'wa ha exigido que no se permita pisar la nieve ni subir al glaciar, por considerarlo un territorio espiritual sagrado, lo cual ha sido incluido en la zonificación oficial del Parque Nacional Natural El Cocuy con restricciones estrictas al turismo en áreas sensibles. Además, comunidades campesinas locales han organizado bloqueos y cierres parciales del parque como forma de protesta, denunciando exceso de visitantes y exigiendo cumplimientos de acuerdos sociales y ambientales.
Actualmente, solo se permite el ingreso a tres senderos demarcados por Parques Naturales, uno de ellos el Sendero Ritacuba, que lleva hasta el borde del glaciar del Ritacuba Blanco. Este recorrido requiere registro previo, seguro médico, guía acreditado y asistencia a una charla de inducción ambiental. Durante los bloqueos, aunque algunas rutas permanecieron transitables bajo acuerdos específicos, hubo periodos de cierre total en 2022 y 2024, en los que las comunidades u’wa bloquearon los cuatro accesos principales al nevado para forzar la atención del gobierno a temas como el saneamiento del resguardo y la capacidad de carga del turismo.
Estas medidas reflejan no solo preocupaciones por la conservación del ecosistema glaciar, sino también una legítima defensa cultural y política del territorio ancestral del pueblo u’wa, cuestionando la gestión turística tradicional del parque y solicitando mayor participación en decisiones sobre su administración.

## Primera ascensión
La primera ascensión oficial al Ritacuba Blanco se le atribuye a Erwin Kraus y su expedición en 1940. Kraus, un alpinista alemán radicado en Colombia, fue un pionero en la exploración de los Andes colombianos. En algunas de sus expediciones a los picos del Cocuy (que incluyeron Ritacuba Blanco y Negro), Erwin Kraus estuvo acompañado por montañistas como Hein Drees y Herbert Hublitß. Es probable que estos fueran sus compañeros en esta primera ascensión o parte de la expedición que llevó a ella. 

## Efectos de los Fenómenos del Niño y la Niña sobre el Glaciar
Durante el periodo de 2009 a 2010 el IDEAM evidencio que el área del Ritacuba Blanco tuvo las mayores pérdidas mientras se desarrolló un fenómeno del Niño, aunque dichas pérdidas por el fenómeno del Niño fueron menores que las que se presentaron en otros Glaciares como el de Conejeras y el volcán Nevado Santa Isabel; por otro lado en el periodo de 2010 a 2012 el glaciar tuvo una disminución en el proceso de ablación por la influencia del fenómeno de la Niña, adicionalmente se evidencio que se generó una acumulación promedio de un metro por la precipitación, esto provocó un estado de equilibrio en el Glaciar, en dicho evento de 2010 a 2012 el borde del glaciar bajo hasta los 4750 m.s.n.m.
Se puede considerar que el Glaciar es menos sensible antes los fenómenos de la Niña que otros Glaciares del país, esta falta de sensibilidad se le atribuye a su tamaño, altitud y la influencia que tiene sobre él la dinámica climática de la región Orinoquia.
Aunque en años recientes, el Ritacuba Blanco ha experimentado un retroceso acelerado debido al calentamiento global y eventos climáticos extremos. En el año  2022, el área cubierta por hielo fue la más baja que se registró, con solo 12,8 km², producto de disminución de precipitaciones y mayor radiación solar, según datos del IDEAM.
De hecho, a inicios de 2024 se observaron grietas y zanjas gigantes en la cubierta glaciar del Ritacuba Blanco –señales de su fragmentación– tras un episodio fuerte de El Niño, dejando al descubierto la roca desnuda en sectores antes nevados. Glaciólogos del IDEAM, como Jorge Luis Ceballos, han señalado que la combinación de un clima más cálido y la reducción de nevadas está “derritiéndolo a velocidades vertiginosas”, poniendo al Ritacuba Blanco en riesgo inminente de perder su glaciar en un futuro cercano. La retracción glaciar no solo afecta el paisaje: también amenaza las reservas de agua dulce andinas y es un indicador crítico del impacto del cambio climático en los ecosistemas de alta montaña.
Cabe mencionar que ciertos registros excepcionales mostraron ligeras estabilizaciones temporales (e.g. por alta pluviosidad en 2021), pero la tendencia general desde la década de 1980 es de pérdida acelerada de masa y área glaciar en el Cocuy. En la actualidad, el límite inferior de las nieves perpetuas en el Ritacuba se ha retraído por encima de los 4.900–5.000 metros de altitud, cuando en midelos del siglo XX los glaciares descendían hasta ~4.100 m. 

## Ecosistemas y Vegetación
En la parte alta se pueden encontrar los ecosistemas de Superpáramo y pequeños Páramos ubicados en las planicies aluviales de menor área, las rocas desnudas que son colonizadas por briófitos y líquenes que posteriormente dan paso a los Senecios, Litamos, Pajonales y herbazales son representativos de los senderos del Ritacuba.

### Biodiversidad local
El entorno del Ritacuba Blanco —dentro del Parque Nacional Natural El Cocuy— es un hotspot de biodiversidad andina. La sierra del Cocuy presenta un gradiente altitudinal extremo (desde selvas subandinas a ~600 m hasta zonas nivales por encima de 5.000 m) que sustenta una elevada diversidad de ecosistemas, fauna y flora, incluyendo muchas especies endémicas. En las zonas altas y páramos circundantes prosperan frailejones (Espeletia spp.) y otras plantas adaptadas al frío, mientras que bosques andinos húmedos cubren las pendientes bajas. La fauna emblemática incluye mamíferos como el oso andino o de anteojos (Tremarctos ornatus), el puma (Puma concolor), el tapir de páramo (Tapirus terrestris), venados de alta montaña y el cóndor de los Andes (Vultur gryphus) planeando sobre las cumbresparquesnacionales.gov.cocolombia.travel. Se han registrado al menos 65 especies de aves en el flanco occidental y 193 en el oriental del parque, destacando algunas amenazadas como el paujil copete de piedra (Pauxi pauxi, En Peligro) y la pava andina (Penelope purpurascens, Casi Amenazada). La herpetofauna incluye endemismos restringidos a Boyacá, como la rana andina Dendropsophus molitor y el lagarto collarejo Stenocercus lache. Toda esta riqueza biológica confiere al Cocuy un altísimo valor ecológico; el área es considerada un “punto caliente” de biodiversidad donde subsisten especies únicas no encontradas en ningún otro lugar. La preservación de estos ecosistemas de montaña es crucial tanto por su biodiversidad única como por los servicios ecosistémicos que brindan (regulación hídrica, captura de carbono, patrimonio cultural U’wa, etc). 

### Afectaciones a la biodiversidad
Los cada vez más constantes recorridos turísticos y los senderos históricos donde pasaban los caballos provocaron afectaciones en la cobertura vegetal de los suelos; en la cuenca alta del río San Pablín se encuentra un ecosistema de páramo que está siendo afectado por la ganadería, ya que se introdujeron involuntariamente especies invasoras como el Kikuyo, la cuenca media del río posee varias zonas de pastoreo acompañadas por arbustales y matorrales propios del Subpáramo, se encuentra vegetación de porte bajo, relictos frailejonales provenientes del proceso de paramización original, y la cada vez más presente cantidad de vegetación propia de bosques de galería y bosques riparios.
En la cuenca también se encuentran puyas, cardones y colchones de briófitos con la generalidad de arbustos y frailejones, sin embargo, desde los 3600 m.s.n.m la vegetación ha sido afectada por la transformación del terreno para potreros de producción pecuaria ovina, caprina y bovina.
En algunos lugares de la cuenca media y baja se han transformado en plantaciones forestales integradas principalmente de Pinos y Eucaliptos lo que puede generar efectos negativos como la compactación y acidificación del suelo y dificulta la restauración ecológica, en sitios como la quebrada Casas Viejas es inusual la presencia de la vegetación Altoandina propia de la zona.

## Turismo y conservación
El Ritacuba Blanco y el Parque El Cocuy en general son un gran destino destacado de ecoturismo y montañismo en Colombia y el mundo, apreciado por sus paisajes de nieve tropical, lagunas glaciales y páramos. No obstante, el turismo en la zona ha sido manejado con cuidado para balancear el acceso público y la conservación ambiental, en gran parte debido a la sensibilidad ecológica y cultural (territorio sagrado para el pueblo indígena U’wa). Tras un cierre total entre 2016 y 2017 por conflictos con la comunidad U’wa, el parque reabrió con restricciones: desde abril de 2017 solo se permite el senderismo de un día (sin campamentos) hasta el borde de los glaciares, por senderos designados. Uno de ellos es el “Sendero Ritacuba”, que conduce desde ~4.000 m de altitud hasta la base del glaciar del pico Ritacuba Blanco (unos 5 km de recorrido dentro del parque). Está prohibido pisar el hielo o escalar la cumbre sin autorización, de modo que la ascensión técnica al Ritacuba Blanco queda reservada a montañistas experimentados con permisos especiales. 
Aun con estas limitaciones, cientos de turistas y andinistas visitan anualmente el Cocuy para admirar sus cumbres y realizar caminatas de alta montaña. Las autoridades ambientales establecieron cupos diarios por sendero y requerimientos como seguro de rescate, guías locales obligatorios y charlas de inducción, para garantizar una experiencia segura y minimizar el impacto humano. Gracias a estas medidas, el ecoturismo se ha reactivado de manera sostenible: visitantes pueden disfrutar de vistas panorámicas de picos como el Ritacuba Blanco, lagunas andinas y valles glaciares, apoyando al tiempo la economía local de Güicán y El Cocoy. El Ritacuba Blanco sigue siendo así un símbolo del turismo de naturaleza en Colombia, pero su frágil ecosistema requiere un manejo cuidadoso para preservarlo frente a las presiones del cambio climático y la actividad humana.
La Sierra Nevada del Cocuy o Güicán posee una riqueza natural única para los visitantes nacionales y extranjeros, el Parque Nacional Natural posee tres senderos autorizados para los turistas, Ritacuba Blanco, Laguna Grande de la Sierra y Lagunillas-Púlpito, el tiempo de estadía máximo en el área protegida es de un día. 
Para el sendero del Ritacuba Blanco se tiene que llegar al municipio de Güicán o Cocuy, se recomienda llegar a Güicán ya que desde allí se parte a las cabañas de hospedaje Kanwara ya sea en carro o moto, donde inicia el sendero, este tiene una exigencia física alta, ya que la topografía, el clima y la altitud son fuertes y extenuantes, se podrá caminar o alquilar un caballo hasta el pie de nieve conocido como Paso en Lajas, el sendero ofrece paisajes únicos como grietas en hielo, ambos Ritacubas Blanco y Negro, variedad de picos como Güicán, Picachos y San Pablines; la longitud del sendero es de 6800 metros, y se eleva desde los 3940 m s. n. m. hasta los 4800 m s. n. m., este sendero se puede realizar en 6 o 8 horas ida y vuelta dependiendo del ritmo de los visitantes, adicionalmente se encuentra una zona de acampada llamado Playitas.

## Conservación por más tiempo de la masa glaciar del Ritacuba Blanco
La medición de la masa Glaciar así como el balance del Glaciar del Ritacuba Blanco se realiza bimestralmente y gracias a su altitud máxima y mínima se puede considerar que el Glaciar es relativamente estable a los procesos de ablación, la cuantificación de la masa glaciar de la Sierra Nevada del Cocuy la hace el IDEAM usando la misma metodología que para el estudio en otros Glaciares como el Glaciar de Conejeras. 
Gestión comunitaria y acuerdos territoriales
Las comunidades indígenas U’wa y campesinas de Güicán y El Cocuy han sido clave en la protección del glaciar. Desde 2017, se establecieron acuerdos que prohíben el acceso directo al hielo y limitan el turismo a senderismo de un día por rutas autorizadas. Estas medidas buscan reducir el impacto humano y respetar el carácter sagrado de la montaña para los pueblos originarios.
Educación ambiental y seguimiento local
Los guías de montaña de la región han asumido un rol activo en la conservación, ofreciendo charlas de inducción obligatorias a los visitantes. Estas incluyen información sobre el retroceso glaciar, el valor hídrico del ecosistema y las normas de comportamiento responsable. Además, se promueve la participación de jóvenes locales en el monitoreo ambiental participativo.
Control de actividades productivas en zonas de páramo
En la cuenca alta del río San Pablín, cercana al Ritacuba, se han identificado impactos negativos por ganadería extensiva y especies invasoras como el kikuyo. Para mitigar esto, se han propuesto restricciones al pastoreo en zonas sensibles, restauración ecológica con especies nativas y regulación de plantaciones forestales que alteran el suelo.
Monitoreo climático y restauración ecológica
Realizar mediciones periódicas del borde glaciar y del balance de masa, con apoyo de comunidades locales. Estas acciones permiten detectar cambios en el espesor del hielo y tomar decisiones informadas. Además, se han promovido proyectos de restauración de vegetación altoandina en zonas degradadas por turismo o ganadería.